# Fecha de caducidad (película)
Fecha de caducidad es una película mexicana de 2011 dirigida por la cineasta Kenya Marquez (exdirectora del Festival Internacional de Cine de Guadalajara) la cual representa su opera Prima en el largometraje.

## Sinopsis
Ramona (Ana Ofelia Murguía), una mujer viuda y abnegada pierde a su único hijo, un hombre holgazán y desobligado quien vivía con ella.  En el afán de encontrarlo y angustiada recorre en todo los lugares posibles hasta al punto de llegar al servicio fúnebre donde se encuentra con Genaro (Damián Alcázar) un milusos bueno para todo y para nada coleccionista de nota roja quien pasa el tiempo morgue como un aficionado al oficio del forense, quien desde la mirada obsesiva de Ramona le resultara sospechoso de la desaparición de su hijo. Días después Ramona descubre que su hijo en realidad está muerto y sus obsesivas sospechas se dirigen a otro personaje más, Mariana (Marisol Centeno) una mujer joven, atractiva y fugitiva que llega a vivir al edificio de Ramona. Su paranoia y el dolor por la muerte de su hijo la hacen sacar de su quicio llegando hasta las últimas consecuencias.
La historia está narrada desde tres puntos de vistas, la de la testaruda y paranoica Ramona, y la de sus dos sospechosos;  la Joven Mariana de quien si deberla queda involucrada debido a sus sospechoso y temerosa actitud después de escapar de su pueblo y la de Genaro el patético coleccionista de crónica roja. Ambos sospechosos terminan por casualidad relacionándose uno del otro lo que aumenta más la paranoia obsesiva de Ramona.

## Premios
| Año  | Premio/Festival                                | Categoría                                                              |
| ---- | ---------------------------------------------- | ---------------------------------------------------------------------- |
| 2011 | Festival Internacional de Cine de Morelia      | Premio del público                                                     |
| 2011 | Festival Internacional de Cine de Morelia      | Mención especial del jurado a la dirección                             |
| 2011 | Festival Internacional de Cine de Morelia      | Mención especial del jurado a la fotografía                            |
| 2012 | Festival Internacional de Cine en Guadalajara. | Mejor largometraje jalisciense, Academia Jalisciense de Cinematografía |

## Festivales
- Festival Internacional de Cine de Morelia 9 FICM, Sección Oficial, Largometraje mexicano
- Palm Springs Film Festival, Sección Oficial, Competencia Opera Prima
- Goteborg International Film Festival, Debuter
- Miami Film Festival, Sección Oficial, Competencia Opera Prima
- Festival Internacional de Cine en Guadalajara FICG 27, Función de gal
- Chicago Latino Film Festival. Sección Oficial, Competencia Opera Prima
- Festival Internacional de Cine de Panamá, Sección Oficial, Operas Primas Iberoamericanas
- Flying Broom, Women's Film Festival, Sección Oficial, Competencia Opera Prima
- Cine Caerá. Fortaleza Brasil, Sección Oficial, Opera Prima Iberoamericana
- Moscow Film Festival, Sección Oficial, Competencia
- Karlovy Vary, Sección Another View
- Festival de Cine Español en Australia, Muestrea de cine Mexicano
- Latin Beat New York, Película de inauguración
- SANFIC Santiago Chile, Sección visiones del mundo, novedades de Latinoamérica
- London Mex Festival, Muestra Festival de Morelia
- Montreal World Film Festival, Sección, Focus on World Cinema
- Vancouver Latino FF, Sección oficial, Competencia
- Festival Internacional mujeres en el cine y la T.V, Película de inauguración
- AFI Fest de Maryland, Muestra de Cine Latinoamericano
- Festival de Río de Janeiro, Sección, Muestra latina
- Festival de Cine de Bogotá, Sección Oficial, Largometraje en competencia
- Festival LA, Retrospectiva cine mexicano
- Semana Internacional de Cine de Valladolid (Seminci), Sección oficial, Competencia Punto de Encuentro
- Mar de Plata Film Festival, Panorama Latinoamericano
- Montevideo, Muestra de Cine Mexicano
- Festival del Cinema Latino Americano, Trieste, Sección Oficial, Competencia Operas Primas
- Festival de Cine Iberoamericano de Huelva, Sección oficial, Competencia Largometrajes
- 35th Cairo International film Festival, Sección, World Cinema
- Festival Internacional del Nuevo Cine Latinoamericano La Habana, Sección Oficial, Competencia Operas Primas
- l Foro Novel en Puebla
- Todos Santos Film Festival BCS, México
- 15° Rencontres du Cinéma Sud-Américain de Marseille, Sección Oficial, Competencia
- Festival Internacional de Cine de Tamaulipas (FICTAM)
- The San Diego Latino Film Festival, Sección Oficial FEMCINE Chile
- X Ciclo de Cine "La Mujer Creadora", Segovia España
- Festival Internacional de Cine de Tamaulipas (FICTAM)
- Festival de Cine de Sonoma, California
- FCLM Festival du Cinéma Latino-américain de Montréal
- Hola México Film Festival, Los Angeles California
- 5a Muestra Nacional de Cine en Fresnillo
- Festival de Transilvania, Rumania, Sección paralela
- Muestra de Cine mexicano Contemporáneo en el Museo Reina Sofía en España[1]

## Premios
| Año  | Premio/Festival                                | Categoría                                                              |
| ---- | ---------------------------------------------- | ---------------------------------------------------------------------- |
| 2011 | Festival Internacional de Cine de Morelia      | Premio del público                                                     |
| 2011 | Festival Internacional de Cine de Morelia      | Mención especial del jurado a la dirección                             |
| 2011 | Festival Internacional de Cine de Morelia      | Mención especial del jurado a la fotografía                            |
| 2012 | Festival Internacional de Cine en Guadalajara. | Mejor largometraje jalisciense, Academia Jalisciense de Cinematografía |